# Петра Оллі
Петра Оллі (фін. Petra Olli; нар. 5 червня 1994, громада Лаппаярві, Південна Пох'янмаа) — фінська борчиня вільного стилю, чемпіонка та срібна призерка чемпіонату світу, дворазова бронзова призерка та дворазова чемпіонка Європи, учасниця Олімпійських ігор.

## Біографія
Боротьбою почала займатися з 2002 року. Починала тренуватись під керівництвом свого батька Пертті Оллі. З 2008 року її тренером є Ахто Раска.
У 2009 році стала третьою на чемпіонаті Європи серед кадетів. Наступного року завоювала бронзову нагороду на літніх юнацьких Олімпійських іграх. Ще через рік, у 2011-му стала срібною призеркою чемпіонату Європи серед кадетів та бронзовою призеркою чемпіонату світу у тій же віковій категорії. Того ж року виграла свою першу континентальну першість серед юніорів. Цей успіх вона повторювала ще тричі поспіль — у 2012, 2013 та 2014 роках. У 2014-му здобула свою першу нагороду на дорослому рівні — стала бронзовою призеркою чемпіонату Європи. Наступного року стала віце-чемпіонкою світу у ваговій категорії до 58 кг, поступившись у фіналі десятиразовій чемпіонці світу, японці Каорі Ітьо. Ще через рік, перейшовши у наступну вагову категорію, до 60 кг, стала чемпіонкою Європи, перемігши у фіналі діючу чемпіонку світу, українку Оксану Гергель. Однак на дебютній для себе Олімпіаді у тому ж році виступила не дуже вдало — у чвертьфіналі поступилась Айсулуу Тинибековій з Киргизстану і вибула з подальших змагань, посівши десяте місце.
Виступає за борцівський клуб «Lappajaerven Veikot» (Лаппаярві).

## Спортивні результати на міжнародних змаганнях

### Виступи на Олімпіадах
| Змагання                    | Збірна    | Вагова категорія          | Місце |
| --------------------------- | --------- | ------------------------- | ----- |
| Літні Олімпійські ігри 2016 | Фінляндія | жіноча боротьба, до 58 кг | 10    |

### Виступи на Чемпіонатах світу
| Змагання                        | Збірна    | Вагова категорія          | Місце  |
| ------------------------------- | --------- | ------------------------- | ------ |
| Чемпіонат світу з боротьби 2014 | Фінляндія | жіноча боротьба, до 60 кг | 5      |
| Чемпіонат світу з боротьби 2015 | Фінляндія | жіноча боротьба, до 58 кг | Срібло |
| Чемпіонат світу з боротьби 2018 | Фінляндія | жіноча боротьба, до 65 кг | Золото |

### Виступи на Чемпіонатах Європи
| Змагання                         | Збірна    | Вагова категорія          | Місце  |
| -------------------------------- | --------- | ------------------------- | ------ |
| Чемпіонат Європи з боротьби 2012 | Фінляндія | жіноча боротьба, до 55 кг | 7      |
| Чемпіонат Європи з боротьби 2014 | Фінляндія | жіноча боротьба, до 58 кг | Бронза |
| Чемпіонат Європи з боротьби 2016 | Фінляндія | жіноча боротьба, до 60 кг | Золото |
| Чемпіонат Європи з боротьби 2018 | Фінляндія | жіноча боротьба, до 65 кг | Золото |
| Чемпіонат Європи з боротьби 2019 | Фінляндія | жіноча боротьба, до 65 кг | Бронза |
| Чемпіонат Європи з боротьби 2020 | Фінляндія | жіноча боротьба, до 65 кг | 5      |

### Виступи на Європейських іграх
| Змагання              | Збірна    | Вагова категорія          | Місце |
| --------------------- | --------- | ------------------------- | ----- |
| Європейські ігри 2015 | Фінляндія | жіноча боротьба, до 63 кг | 14    |

### Виступи на інших змаганнях
| Змагання                                                        | Збірна    | Вагова категорія          | Місце  |
| --------------------------------------------------------------- | --------- | ------------------------- | ------ |
| Helsinki Open 2011                                              | Фінляндія | жіноча боротьба, до 55 кг | Золото |
| Турнір Дана Колова — Ніколи Петрова 2012                        | Фінляндія | жіноча боротьба, до 55 кг | Бронза |
| Олімпійський кваліфікаційний турнір з боротьби 2012 (Софія)     | Фінляндія | жіноча боротьба, до 55 кг | 5      |
| Олімпійський кваліфікаційний турнір з боротьби 2012 (Гельсінкі) | Фінляндія | жіноча боротьба, до 55 кг | Бронза |
| Klippan Lady Open 2013                                          | Фінляндія | жіноча боротьба, до 59 кг | Золото |
| Austrian Ladies Open 2013                                       | Фінляндія | жіноча боротьба, до 59 кг | 4      |
| Всесвітні ігри бойових мистецтв 2013                            | Фінляндія | жіноча боротьба, до 63 кг | Срібло |
| Гран-прі «Іван Яригін» 2014                                     | Фінляндія | жіноча боротьба, до 58 кг | Бронза |
| Klippan Lady Open 2014                                          | Фінляндія | жіноча боротьба, до 58 кг | Золото |
| Північний чемпіонат з боротьби 2014                             | Фінляндія | жіноча боротьба, до 63 кг | Золото |
| Золотий Гран-прі з боротьби 2014 (Баку)                         | Фінляндія | жіноча боротьба, до 60 кг | Бронза |
| Гран-прі Парижа з боротьби 2015                                 | Фінляндія | жіноча боротьба, до 60 кг | Золото |
| Klippan Lady Open 2015                                          | Фінляндія | жіноча боротьба, до 60 кг | Золото |
| Klippan Lady Open 2016                                          | Фінляндія | жіноча боротьба, до 60 кг | Золото |
| Гран-прі Німеччини з боротьби 2016                              | Фінляндія | жіноча боротьба, до 60 кг | Золото |
| Klippan Lady Open 2017                                          | Фінляндія | жіноча боротьба, до 63 кг | Срібло |
| Гран-прі «Іван Яригін» 2018                                     | Фінляндія | жіноча боротьба, до 65 кг | 7      |
| Klippan Lady Open 2018                                          | Фінляндія | жіноча боротьба, до 65 кг | Золото |
| Київський Міжнародний турнір з боротьби 2018                    | Фінляндія | жіноча боротьба, до 65 кг | Золото |
| Відкритий чемпіонат Польщі з боротьби 2018                      | Фінляндія | жіноча боротьба, до 65 кг | Срібло |
| Турнір Дана Колова — Ніколи Петрова 2019                        | Фінляндія | жіноча боротьба, до 65 кг | Бронза |

### Виступи на змаганнях молодших вікових груп
| Змагання                                          | Збірна    | Вагова категорія          | Місце  |
| ------------------------------------------------- | --------- | ------------------------- | ------ |
| Чемпіонат Європи з боротьби серед кадетів 2009    | Фінляндія | жіноча боротьба, до 46 кг | Бронза |
| Північний чемпіонат з боротьби серед кадетів 2010 | Фінляндія | жіноча боротьба, до 49 кг | Золото |
| Літні юнацькі Олімпійські ігри серед кадетів 2010 | Фінляндія | жіноча боротьба, до 46 кг | Бронза |
| Чемпіонат Європи з боротьби серед кадетів 2011    | Фінляндія | жіноча боротьба, до 52 кг | Срібло |
| Чемпіонат світу з боротьби серед кадетів 2011     | Фінляндія | жіноча боротьба, до 52 кг | Бронза |
| Чемпіонат Європи з боротьби серед юніорів 2011    | Фінляндія | жіноча боротьба, до 51 кг | Золото |
| Чемпіонат Європи з боротьби серед юніорів 2012    | Фінляндія | жіноча боротьба, до 55 кг | Золото |
| Чемпіонат світу з боротьби серед юніорів 2012     | Фінляндія | жіноча боротьба, до 55 кг | Бронза |
| Чемпіонат Європи з боротьби серед юніорів 2013    | Фінляндія | жіноча боротьба, до 59 кг | Золото |
| Чемпіонат світу з боротьби серед юніорів 2013     | Фінляндія | жіноча боротьба, до 59 кг | Бронза |
| Чемпіонат Європи з боротьби серед юніорів 2014    | Фінляндія | жіноча боротьба, до 59 кг | Золото |
| Чемпіонат світу з боротьби серед юніорів 2014     | Фінляндія | жіноча боротьба, до 59 кг | Бронза |
| Чемпіонат Європи з боротьби до 23 років 2015      | Фінляндія | жіноча боротьба, до 60 кг | Золото |
| Чемпіонат Європи з боротьби до 23 років 2017      | Фінляндія | жіноча боротьба, до 63 кг | Золото |
| Чемпіонат світу з боротьби до 23 років 2017       | Фінляндія | жіноча боротьба, до 63 кг | 10     |